# Große Cheta
Die Große Cheta (russisch Большая Хета, Bolschaja Cheta) ist ein 646 km langer linker Nebenfluss des Jenissei im Westsibirischen Tiefland im asiatischen Teil Russlands. Sie ist nicht mit dem linken Quellfluss Cheta der Chatanga, einige Hundert Kilometer östlich, zu verwechseln.

## Verlauf
Die Große Cheta entfließt in etwa 150 m Höhe dem Jelowoje-See („Fichtensee“, auch Tscheskanama-See genannt) im Nordosten des Westsibirischen Tieflands, im Nordwesten der Region Krasnojarsk und gut 100 Kilometer nordwestlich der Stadt Igarka. Der Oberlauf des Flusses ist daher auch unter dem Namen Jelowaja bekannt (russ. Еловая, „Fichtenfluss“).
Die Große Cheta durchfließt die Waldtundralandschaft zunächst mehrere Dutzend Kilometer in südöstlicher Richtung, bevor sie sich scharf nach Nordwesten wendet. Im weiteren Verlauf behält sie in vorwiegend großen Bögen mäandrierend eine generelle Fließrichtung nach Norden bei. Auf mehreren Abschnitten markiert sie die Grenze des Rajons Turuchansk zum früheren Autonomen Kreis Taimyr, auf dessen Territorium sie ansonsten verläuft. Der Fluss mündet schließlich etwa 75 Kilometer westnordwestlich von Dudinka in den Unterlauf den linken, fast drei Kilometer breiten und stellenweise mehr als 40 Meter tiefen linken Arm des Jenissei, der dort bereits in seinen Mündungstrichter übergeht und unter Gezeiteneinfluss steht. Die Große Cheta ist in Mündungsnähe über 500 Meter breit und vier Meter tief; die Fließgeschwindigkeit beträgt dort 0,2 m/s.

## Hydrologie
Das Einzugsgebiet der Großen Cheta umfasst 20.700 km². Sie hat mehrere größere Zuflüsse, darunter Pokoinizkaja („Totenfluss“, auch Bunilbiratyn), Lodotschnaja („Bootsfluss“) und Njungnjagda von links sowie Jatschinda und Soljonaja („Salzfluss“, auch Chakdybira) von rechts.

## Nutzung und Infrastruktur
Die Große Cheta ist ab dem Mittellauf schiffbar, gilt aber nur auf den unteren 46 km ab der Siedlung Semjonowski als Binnenwasserstraße.
Der Fluss gilt als fischreich.
Das durchflossene Gebiet ist nur sehr dünn besiedelt. Einzige Ortschaft am Fluss ist Tuchard am linken Ufer des Unterlaufes, mit dem zugehörigen Ortsteil Semjonowski wenige Kilometer flussaufwärts. Sie gehört zur Landgemeinde (Selskoje posselenije) Karaul, deren gleichnamiges Verwaltungszentrum fast 100 Kilometer nördlich am rechten Jenisseiufer liegt. Südlich Tuchard und Semjonowski kreuzen den Fluss mehrere Stränge der 1969 eröffneten, 263 Kilometer langen Pipeline, die bei der an der Grenze zum Autonomen Kreis der Jamal-Nenzen liegenden Erdgaslagerstätte Messojacha beginnt und der  Brennstoffversorgung des Bergbaugebietes um Norilsk dient. Jegliche Verkehrsinfrastruktur in Form von Straßen fehlt im Gebiet.